# Pou Cavaller
El Pou Cavaller, de vegades denominat, per error, Poua de la Torrassa, és un pou de glaç del terme municipal de Castellcir, a la comarca del Moianès.
Està situat al nord-est del Pas de la Casanova, a llevant de la urbanització de la Penyora. És a l'esquerra del torrent de Sauva Negra, al nord-oest dels Camps de la Casa Nova i de la Casanova del Castell. Queda a prop i al sud-oest de la Torre de Serracaixeta. És al costat mateix del Camí de Sant Maria, a migdia de la tanca que barra el pas als vehicles i de la cruïlla d'on surt cap al nord el camí que ressegueix el torrent i mena a Santa Coloma Sasserra. El seu abandonament ha fet que la vegetació n'hagi anat envaint l'entorn.
Entre els segles XVII i XX, es feia glaç aprofitant les obagues i l'aigua de les rieres, entre elles la de Castellcir, per vendre'l a Castellterçol, Moià i Barcelona. El transport es feia a la nit en carruatges de tir animal.
La pedra de construcció de la poua està molt ben escairada; és de planta cilíndrica, no conserva la volta i només resta una part del parament dels murs.

## Etimologia
Aquest pou rep, en forma d'aposició, l'apel·latiu de cavaller per algun fet relacionat amb els antics cavallers del Castell de Castellcir, relativament proper.